# Michal Šulla
Michal Šulla (sinh 15 tháng 7 năm 1991) là một thủ môn bóng đá Slovakia hiện tại thi đấu cho Slovan Bratislava.

## Spartak Myjava
Anh ra mắt tại Corgoň Liga cho Spartak Myjava trước 1. FC Tatran Prešov ngày 1 tháng 9 năm 2012, Myjava thắng 2 - 0.

## Sự nghiệp quốc tế
Šulla được triệu tập thi đấu hai trận giao hữu không chính thức vào tháng 1 năm 2017. Anh ra mắt ngày 8 tháng 1 năm 2017 trước Uganda, bị thủng lưới hai bàn ở hiệp một – bởi Moses Oloya (phút thứ 6) và Farouk Miya (phút thứ 14). Slovakia thua với tỉ số 1–3. Šulla không thi đấu trong trận thua 0–6 trước Thụy Điển sau đó.